# Baía Formosa (ort)
Baía Formosa är en ort i Brasilien.   Den ligger i kommunen Baía Formosa och delstaten Rio Grande do Norte, i den östra delen av landet, 1 800 kilometer nordost om huvudstaden Brasília. Baía Formosa ligger 26 meter över havet och antalet invånare är 8 726.
Terrängen runt Baía Formosa är platt. Havet är nära Baía Formosa åt nordost. Närmaste större samhälle är Canguaretama, 13,4 kilometer väster om Baía Formosa.